# Ян Дэчжи
Ян Дэчжи (кит. трад. 楊得志, упр. 杨得志, пиньинь Yáng Dézhì, 13 января 1911 года — 25 октября 1994 года) — генерал НОАК (1955). Входит в число первых генералов НОАК. Представитель высшего офицерского состава 5-й Полевой северокитайской армии, участник Корейской войны и командующий войсками КНР в Китайско-вьетнамской войне 1979 года. Был известен как один из «трёх Янов» в НОАК (наряду с Ян Чэнъу и Ян Юном).

## Детство и юность
Родился в горном селении Наньянцяо уезда Лилин провинции Хунань (в настоящее время это место находится на территории района Лукоу городского округа Чжучжоу). Имя при рождении — Ян Цзинтан (кит. трад. 楊敬堂, упр. 杨敬堂, пиньинь Yáng Jìngtáng).
В семье было 14 детей, условия жизни были очень плохими. Семья проживала в двух съёмных лачугах. Из-за тяжёлых условий некоторые дети умерли в раннем возрасте. У Ян Дэчжи не было возможности получить качественное образование. Отец, который был кузнецом, обучил Яна кузнечному ремеслу. Когда Ян Дэчжи было 11 лет, умерла мать, и условия жизни стали ещё хуже. Семья была вынуждена продавать личное имущество, Ян Дэчжи стал пастухом. В возрасте 14 лет вместе со старшим братом отправился на заработки на шахту в районе Аньюань около города Пинсян провинции Цзянси, здесь они работали как кули. В шестнадцатилетнем возрасте занимался строительством дорог в районе города Хэнъян.

## Военная служба

### 1-й этап гражданской войны в Китае
Ян Дэчжи увлекается призывами Мао Цзэдуна и в начале 1928 года в составе группы из 25 рабочих вступает в 1-ю дивизию Красной армии Китая (основана в провинции Хунань Чжу Дэ и Чэнь И в результате последствий Наньчанского восстания). В составе 1-й дивизии отправился в район горы Цзинган, где объединились с отрядом Мао Цзэдуна. В октябре того же года вступил в Коммунистическую партию Китая.
В дальнейшем проявляет себя в качестве талантливого война и постепенно проходит путь от солдата до командира 1-го полка 1-й дивизии 1-й Красной армии Китая. В этом качестве он участвует в сражениях против армии Гоминьдана в ходе пятой карательной операции в Советском районе Цзянси-Фуцзянь. Действуя под командованием Линь Бяо и Не Жунчжэня, принимает участие в Великом походе китайских коммунистов. В ходе похода участвует в битве у деревни Чжило.

### Японо-китайская война (1937—1945)
В 1937 году поступает в Китайский антияпонский военно-политический университет (основан КПК для противостояния силам Квантунской армии), однако после инцидента на мосту Марко Поло возвращается в действующую армию. В 8-й армии Ян Дэчжи принимает командование 685-м полком 343-й бригады 115-й дивизии и участвует в Пинсингуаньском сражении. После болезни командующего 343-й бригадой Сю Хайдуна, Ян Дэчжи исполняет обязанности командира. В 1938 году 343-я бригада объединяется с 685-м полком под командованием Хань Сяньчу и ведёт успешные боевые действия против японской армии. В 1941 году Ян Дэчжи ведёт партизанскую борьбу против японцев в районе разлива реки Хуанхэ (на стыке провинций Хэнань, Анхуй и Цзянсу). В 1944 году доходит до города Яньань. В 1945 году присутствует на VII съезде КПК в качестве представителя военного округа провинций Шаньси, Шаньдун и Хэнань.

### 2-й этап гражданской войны в Китае
После окончания VII съезда КПК было принято решения о слиянии сил под командованием Ян Дэчжи с другими воинскими соединениями и дальнейшим формированием 1-й колонны полевой армии провинций Шаньси, Шаньдун, Хэнань, Хэбэй. Командование колонной, состоящей из трёх бригад, осуществлял Ян Дэчжи, колонна приняла активное участие в Ханьданьской операции. После этого ЦК КПК приняло решение для противостояния армии Гоминьдана на северо-востоке Китая направить в данный район воинское соединение Ян Дэчжи. Однако Ян Дэчжи не смог противостоять силам Гоминьдана и потерпел неудачу в сражениях в приграничной зоне провинций Шаньси, Чахар и Хэбэй. После этого ЦК КПК отдало указание комиссару Су Чжэнхуа отойти на юг на исходные позиции. По требованию Не Жунчжэня Ян Дэчжи был оставлен в качестве командира полевой армией провинций Шаньси, Чахар и Хэбэй.
В 1947 году принял участие в Цинфэндяньском сражении и Шицзячжуанской операции. В 1949 году 19-я армия под его командованием осадила Тайюань, в этой операции Ян Дэчжи активно помогал Сюй Сянцянь со своей 18-й армией. После этого Ян Дэчжи вернулся в район Нинся, где создал местный военный комитет и оставался вплоть до 1949 года.

### После образования КНР
Участвовал в Корейской войне в качестве командира 19-й армией и принимал непосредственное участие в Шанганлинской компании. 11 июля 1952 года был назначен Военным советом КНР командующим 2-й добровольческой армией.
После окончания войны в Корее проходил обучение в военном институте.
В 1973 году руководил Уханьским и Куньминским военными округами. В 1979 году осуществлял руководство войсками в ходе Китайско-вьетнамской войны. За свои выдающиеся заслуги был назначен начальником Генштаба НОАК. В 1980 году становится заместителем министра национальной обороны КНР, членом и заместителем Председателя Военного совета ЦК КПК. Член Центрального военного совета КНР.

## Награды
- Медаль «Красная звезда» Красной армии Китая третьей степени (1933)
- Орден Свободы и независимости КНДР первой степени — 2 награды (1951 и 1953 гг.)
- Орден Государственного флага КНДР 1-й степени (1953)
- Орден 8-й армии НОАК первой степени (1955)
- Орден Независимости и свободы первой степени (1955)
- Орден Освобождения первой степени (1955)
- Орден Красной звезды первой степени (1988)